# Gemini 3
La Gemini 3 fou un vol espacial tripulat del programa Gemini de la NASA llançat el 23 de març de 1965 amb un coet Titan-2-GLV. Fou el primer vol Gemini tripulat, el setè vol estatunidenc i el 17è vol espacial tripulat des de la Terra (incloent-hi els vols de l'X-15 per sobre de 100 quilòmetres). També fou l'últim vol espacial controlat des del Cap Canaveral.

## Tripulació
Tripulació
| Posició         | Astronauta                                                               | Astronauta                                                               |
| --------------- | ------------------------------------------------------------------------ | ------------------------------------------------------------------------ |
| Comandant pilot | Virgil Ivan Grissom Segon i darrer vol espacial que efectuà vol espacial | Virgil Ivan Grissom Segon i darrer vol espacial que efectuà vol espacial |
| Pilot           | John W. Young Primer vol espacial vol espacial                           | John W. Young Primer vol espacial vol espacial                           |

Tripulació de reserva
| Posició         | Astronauta         | Astronauta         |
| --------------- | ------------------ | ------------------ |
| Comandant pilot | Walter Schirra     | Walter Schirra     |
| Pilot           | Thomas P. Stafford | Thomas P. Stafford |

Aquesta va ser la tripulació principal al Gemini 6

Tripilació original
| Posició         | Astronauta         | Astronauta         |
| --------------- | ------------------ | ------------------ |
| comandant pilot | Alan B. Shepard    | Alan B. Shepard    |
| Pilot           | Thomas P. Stafford | Thomas P. Stafford |

La tripulación de Gemini 3 es va haver de canviar després que Shepard patís trastorn de l'oïde intern a finals de 1964.
Tripulació de suport
- Roger B. Chaffee (Houston)
- L. Gordon Cooper, Jr. (Cap Kennedy)

## Paràmetres de la missió
- Massa: 3,236.9 kg
- Perigeu: 161.2 km (100.2 mi)
- Apogeu: 224.2 km (139.3 mi)
- Inclinació: 32.6 graus
- Període: 88.3 minuts

## Objectius
L'objectiu principal de la missió era provar la maniobrabilitat de la nova nau Gemini. A l'espai, la tripulació va engegar els propulsors per a canviar el pla de la seva òrbita i baixar a una altitud menor. Es van aconseguir altres èxits amb el llançament de la Gemini 3: dues persones van volar a bord d'una nau espacial nord-americana (la Unió Soviètica va llançar una tripulació de tres persones al Voskhod 1 el 1964 i una tripulació de dues persones tan sols uns dies abans a la Voskhod 2), i la primera reentrada amb tripulació on la nau espacial va ser capaç de produir una sustentació per canviar el punt de'aterratge.

## L'anècdota
L'únic incident important durant la fase orbital va suposar un sandvitx de carn curada que Young havia havia pujat a bord d'amagat, ocultant-lo en una butxaca del seu vestit espacial Tot i així el director d'operacions de l'equip de vol Deke Slayton va escriure en la seva autobiografia que havia donar a Young permís per fer-ho. A Grissom aquest "contraban" li va fer gràcia, i va dir més endavant: "Després del vol, els nostres superiors de la NASA ens van informar de manera inequívoca que els sandvitxos de carn curada no classificats per l'home havien sortit per a futures missions espacials. Però l'oferta simpàtica de John d'aquest producte estrictament no reglamentari segueix sent un dels aspectes més destacats del nostre vol per a mí".
Els tripulants van fer-li unes quantes queixalades. Les molles que van fer podrien haver causat estralls a l'electrònica de la nau, de manera que van ser amonestats quan van tornar a la Terra. Es va advertir a les altres tripulacions que no es permetrien aquest tipus de bromes.